# Das Mädchen mit dem Weinglas
Das Mädchen mit dem Weinglas ist ein von Jan Vermeer in den Jahren 1658–1659 gemaltes Ölgemälde. Das 78 Zentimeter hohe und 67,5 Zentimeter breite Genrebild zeigt ein junges Mädchen mit einem Weinglas in der Hand, sowie zwei Männer in einem Zimmer. Anton Ulrich, Herzog zu Braunschweig und Lüneburg erwarb das Gemälde um 1696. Heute hängt es in der Sammlung Alter Meister des nach ihm benannten Herzog Anton Ulrich-Museums in Braunschweig.

## Bildbeschreibung
Das Bild zeigt eine Szene in einem Raum. Im Vordergrund des Bildes sitzt ein Mädchen mit einem Weinglas in der Hand, zu dem sich ein junger Mann herabbeugt und ihre Hand hält, als würde er sie dazu animieren, das Weinglas alsbald zu trinken. Ein weiterer Mann sitzt hinten links in der Zimmerecke hinter einem Tisch, auf welchem sich ein Weinkrug, ein Silberteller mit etwas Obst und ein weißes Tuch befinden. Er scheint eingeschlafen zu sein. Das Kleid der jungen Dame hat ein leuchtendes Rot, es hebt sich von den anderen Farben im Raum ab. Die Kleidung der zwei Männer hingegen ist eher blass gehalten und passt damit viel besser in das Farbspektrum des Raumes.
Im Hintergrund des Gemäldes hängt an der Wand ein Porträt eines Mannes, das durch den Schatten der Wand dunkel wirkt. Auf der linken Seite des Bildes befindet sich ein leicht geöffnetes Fenster. Es handelt sich um ein Bleiglasfenster mit einem farbigen Wappen in der Mitte.

## Interpretation
Der Mann scheint die Frau verführen zu wollen. Ob er dies für sich tut oder im Auftrag des Mannes im Hintergrund, sei dahingestellt. Sie blickt verlegen zur Seite und in Richtung des Betrachters.
Der zweite Mann im Hintergrund dürfte der Szene aber nicht mehr ganz folgen können. Er scheint vom Genuss des Getränks schon müde geworden zu sein.
Ob es sich bei dem Getränk um Wein oder ein Aphrodisiakum handelt, die Zitrusfrüchte könnten darauf hindeuten, ist nicht klar.
Der Mann auf dem Gemälde im Hintergrund könnte der nicht anwesende Ehemann, der mahnend auf seine Frau blickt, sein.
Doch könnte der Mann in der Ecke auch der trunkene Ehemann sein, benommen und blind für die Vorgänge, die sich im Zimmer abspielen. Sein Bildnis wacht aber dennoch.
Im Buntglasfenster ist die Allegorie der Temperantia, die Mäßigung, eine Kardinaltugend zu erkennen.

## Ausstellung
Vom 10. September 2021 bis zum 2. Januar 2022 wurde das Bild als eines von zehn Gemälden Vermeers in der Ausstellung Johannes Vermeer. Vom Innehalten in Dresden gezeigt. In einer Videoreihe mit Beiträgen aller Leihgebenden sprach Silke Gatenbröcker, Leiterin der Gemäldegalerie des Herzog Anton Ulrich-Museums, über das Verhältnis von Malweise und Bedeutung bei dem Gemälde.

## Trivia
2017 zierte Das Mädchen mit dem Weinglas eine deutsche 70-Cent-Sonderbriefmarke, die im Rahmen der Serie „Schätze aus deutschen Museen“ herausgegeben wurde.